# Pedro Wilson
Pedro Wilson Guimarães (Marzagão, 24 de fevereiro de 1942) é um advogado, professor universitário, sociólogo e político brasileiro filiado ao Partido dos Trabalhadores (PT). É o atual superintendente do Iphan no estado de Goiás.

## Biografia
Em 1971 Pedro Wilson era militante da Ação Popular e presidente da Comissão de Justiça e Paz, da Diocese de Goiânia. Foi preso duas vezes, a primeira em um quartel em Goiânia, a segunda no DOI-CODI em São Paulo. A segunda prisão foi seguida de torturas.
Graduado em direito e sociologia pela Universidade Federal de Goiás (UFG), foi professor da Pontifícia Universidade Católica de Goiás (PUC-GO), antiga Universidade Católica de Goiás (UCG). Entre 1985 a 1988, exerceu o cargo de reitor dessa mesma instituição.
Foi um dos fundadores do PT em Goiás em 1980. A sua biografia política contabiliza mandatos de vereador da cidade de Goiânia (1993-1995), deputado federal por Goiás (1995-2000; 2007-2011), e prefeito de Goiânia (2001-2004).
Em 2010 se candidatou ao Senado por Goiás. Ficou em terceiro lugar na disputa, atrás de Demóstenes Torres e Lúcia Vânia.
foi lançado candidato ao Senado Federal pela coligação "Goiás Rumo ao Futuro", que conta com seu ex-adversário político Iris Rezende Machado, do PMDB, como candidato ao cargo de governador.
Foi agraciado com o título de Doutor Honoris Causa da Pontifícia Universidade Católica de Goiás em 24 de fevereiro de 2012.